# Ludi
Ludi var i antikens Rom benämningen på spel och lekar, främst sådana som anordnades till gudarnas ära på cirkus (ludi circenses) eller på teatern (ludi scænici) , såsom de romerska spelen (ludi Romani) 4-18 september och de plebejiska spelen (ludi plebeji) 4-17 november. Senare tillkomna amfiteatriska spel (spectacula amphitheatralia) hade uteslutande karaktär av folknöjen utan samband med religionen. Ludi bestod dels av idrottstävlingar av olika slag, dels av dramatiska föreställningar, ur vilka i anslutning till grekiska förebilder romarnas litterära drama framställdes. De amfiteatriska spelen utgjordes av gladiatorspel och djurhetsningar.